# Lanoux
Lanoux ist eine französische Gemeinde mit 62 Einwohnern (Stand 1. Januar 2022) im Département Ariège in der Region Okzitanien. Sie gehört zum Kanton Arize-Lèze und zum Arrondissement Saint-Girons. 
Sie grenzt im Norden und im Nordosten an Artigat, im Südosten und im Süden an Pailhès, im Südwesten an Sabarat (Berührungspunkt) und im Westen an Castéras.

## Bevölkerungsentwicklung
| Jahr      | 1962 | 1968 | 1975 | 1982 | 1990 | 1999 | 2008 | 2015 |
| --------- | ---- | ---- | ---- | ---- | ---- | ---- | ---- | ---- |
| Einwohner | 75   | 63   | 52   | 40   | 55   | 53   | 48   | 51   |